# 連邦直轄地
連邦直轄地（れんぽうちょっかつち、Federal District）とは、国の行政区画の種類の1つで、その国の連邦政府により直接管理される。

## アメリカ合衆国

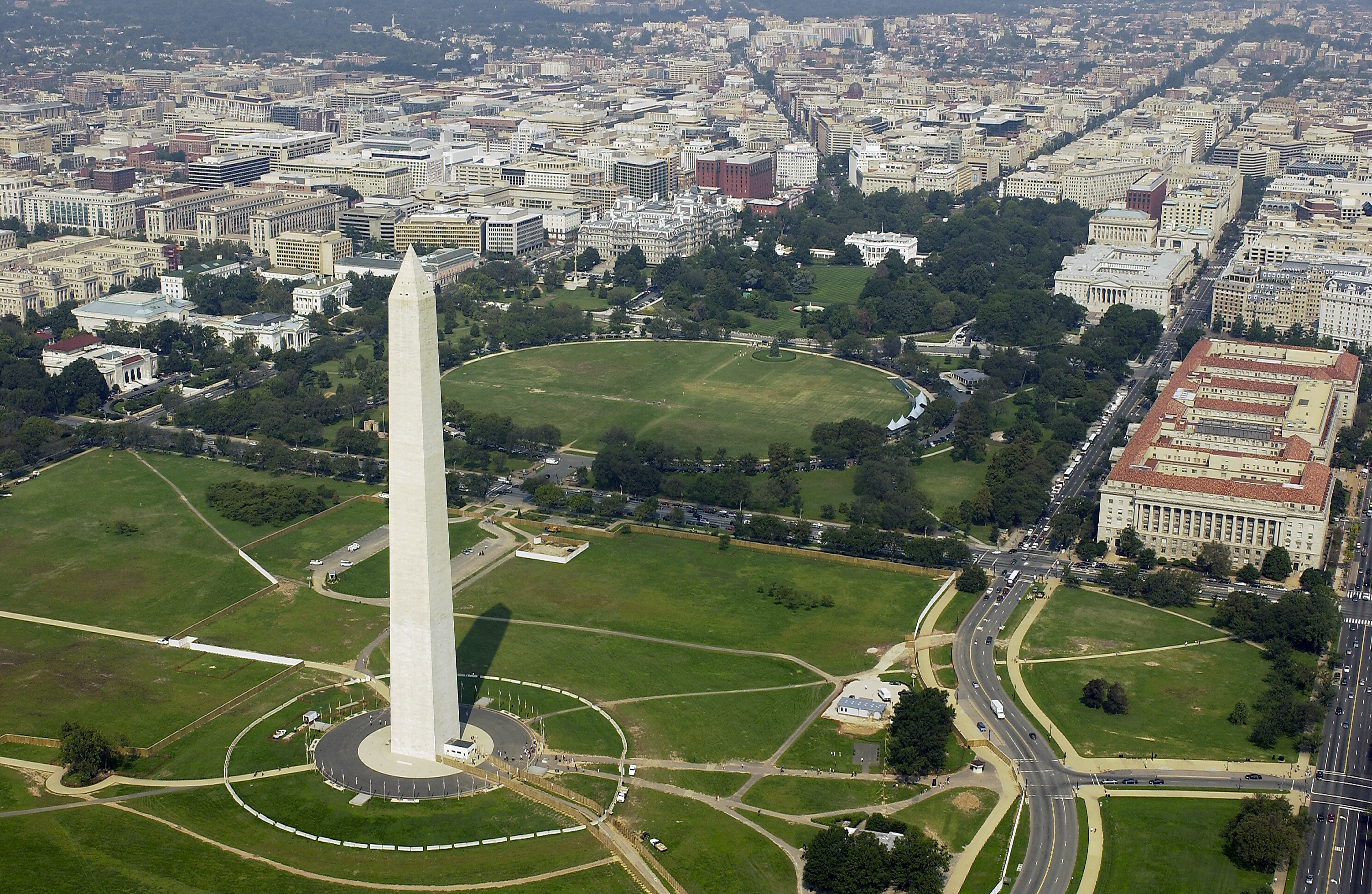
コロンビア特別区（ワシントンD.C.）

アメリカ合衆国連邦政府の首都機能は「コロンビア特別区」としても知られる連邦直轄地ワシントンD.C.にある。連邦政府はこの他に、首都とは無関係のいくつかの"連邦直轄地"を持っている。
- アメリカ合衆国連邦裁判所は、各州とコロンビア特別区、そしてプエルトリコについて、1つまたは複数からなる連邦裁判区を定めている。各裁判区には合衆国地方裁判所と合衆国破産裁判所がある。一方、連邦巡回区は複数の州から構成される（ただしコロンビア特別区巡回区（D.C.巡回区）だけは連邦直轄地のみからなる）。プエルトリコと合衆国準州裁判所は、各巡回区に割り当てられる。各巡回区には1つの合衆国控訴裁判所がある。
- アメリカ合衆国の中央銀行である連邦準備銀行は、全米主要都市に12行が存在するが、各連邦準備銀行はそれぞれ1つの連邦準備地区を持つ。

## オーストラリア
- オーストラリアの連邦直轄地の特徴としては、首都が置かれている連邦直轄地の他にも連邦直轄地が存在し、複数の連邦直轄地を有している事である。
- 他国と同様に首都を有する連邦直轄地がキャンベラが所在する「オーストラリア首都特別地域」(ACT)である。
- 他にジャービス湾特別地域が連邦直轄地として存在する。

## ラテンアメリカ諸国

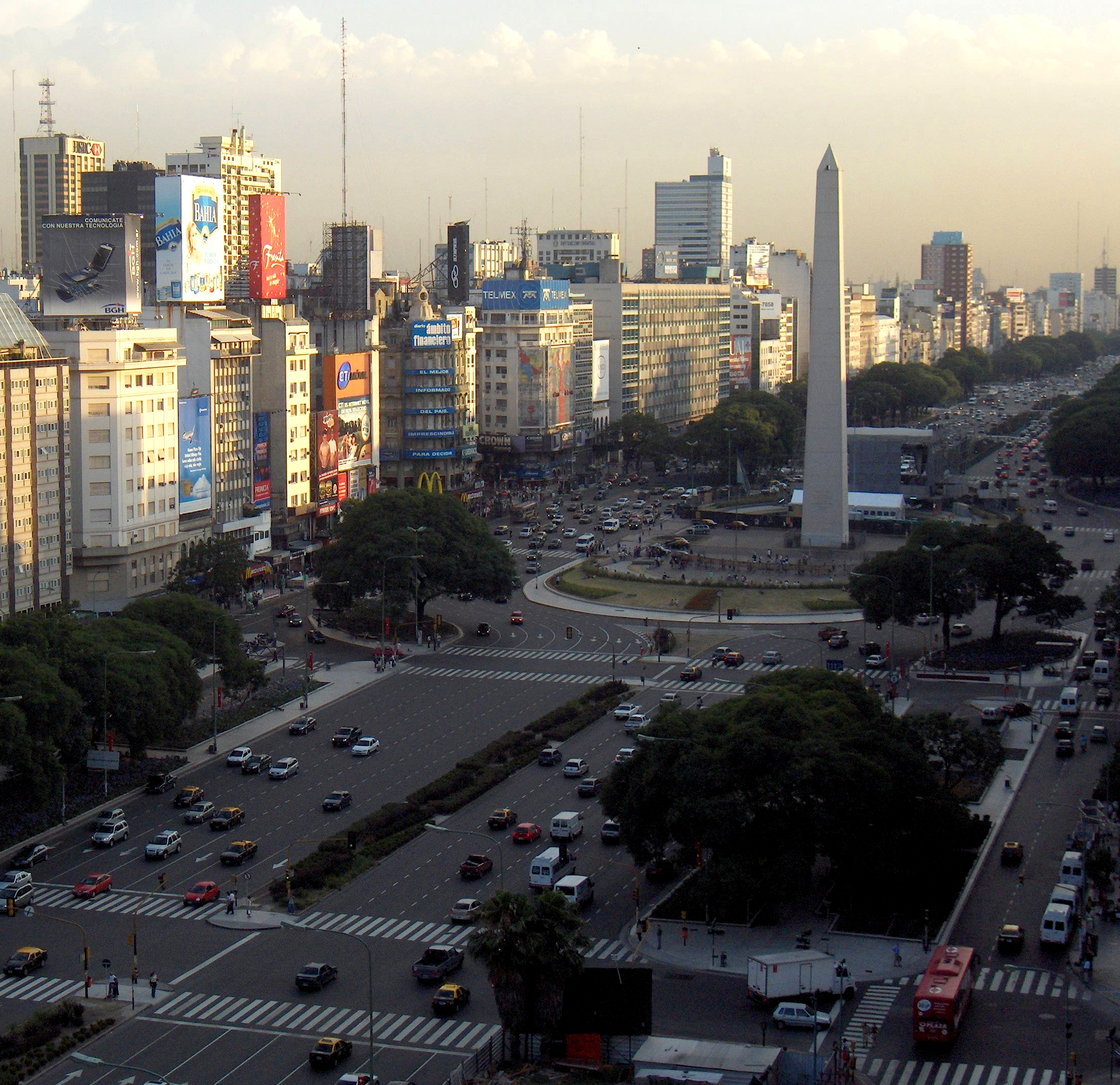
アルゼンチン首都特別区（ブエノスアイレス）

以下の連邦区（あるいは連邦直轄区）は、スペイン語とポルトガル語でDistrito Federal（略称：D.F.、英語：Federal District）と呼ばれる。
- アルゼンチン首都特別区（アルゼンチン） - 1996年以降、"ブエノスアイレス自治都市"（Autonomous City of Buenos Aires）として知られる。
- ブラジリア連邦直轄区（ブラジル）
- メキシコ連邦区（メキシコ） - 2016年に憲法が改正され、メキシコシティ（シウダ・デ・メヒコ）は州と同じ扱いになった。
- ベネズエラ首都地区（ベネズエラ）

## マレーシア
マレーシアの連邦直轄領（Federal Territory、マレー語：Wilayah Persekutuan）とは、連邦政府によって直接統治されるクアラルンプール（首都）、プトラジャヤ（連邦政府行政地区）、そしてラブアン島（国際オフショア金融センター（OFC））の3つの領土を指す。

## インド

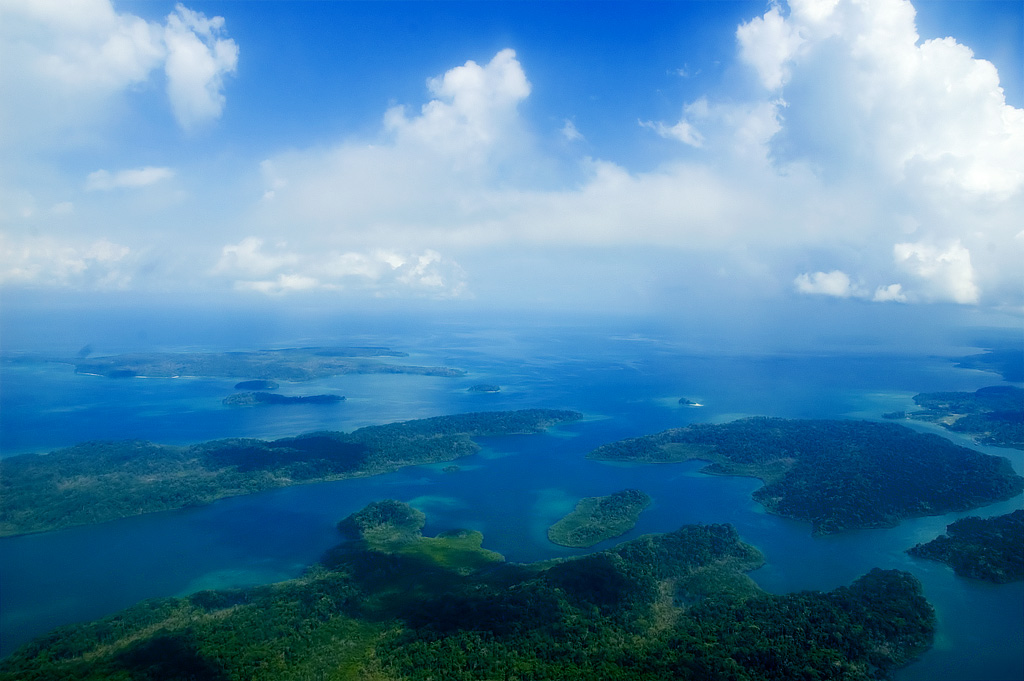
アンダマン諸島（インド）

インドの連邦直轄領（Union Territory）とは、連邦政府によって直接統治されるデリー首都圏および、アンダマン・ニコバル諸島、チャンディガール、ダードラー及びナガル・ハヴェーリー、ダマン・ディーウ、ラクシャドウィープ、ポンディシェリ、ジャン・カシミール連邦直轄領、ラダック連邦直轄領の9つの地方行政区画を指す。

## その他
ロシア連邦の連邦管区（Federal Districts）は、連邦全体と各行政区分との間の付加的な管理層として機能している。ただし首都を中心とした領土としての機能は持たない。

## 他の行政形態における直轄地
- 蔵入地（日本）
- 直轄市
- ロシアの連邦市（ロシア連邦）